# Monkland Canal

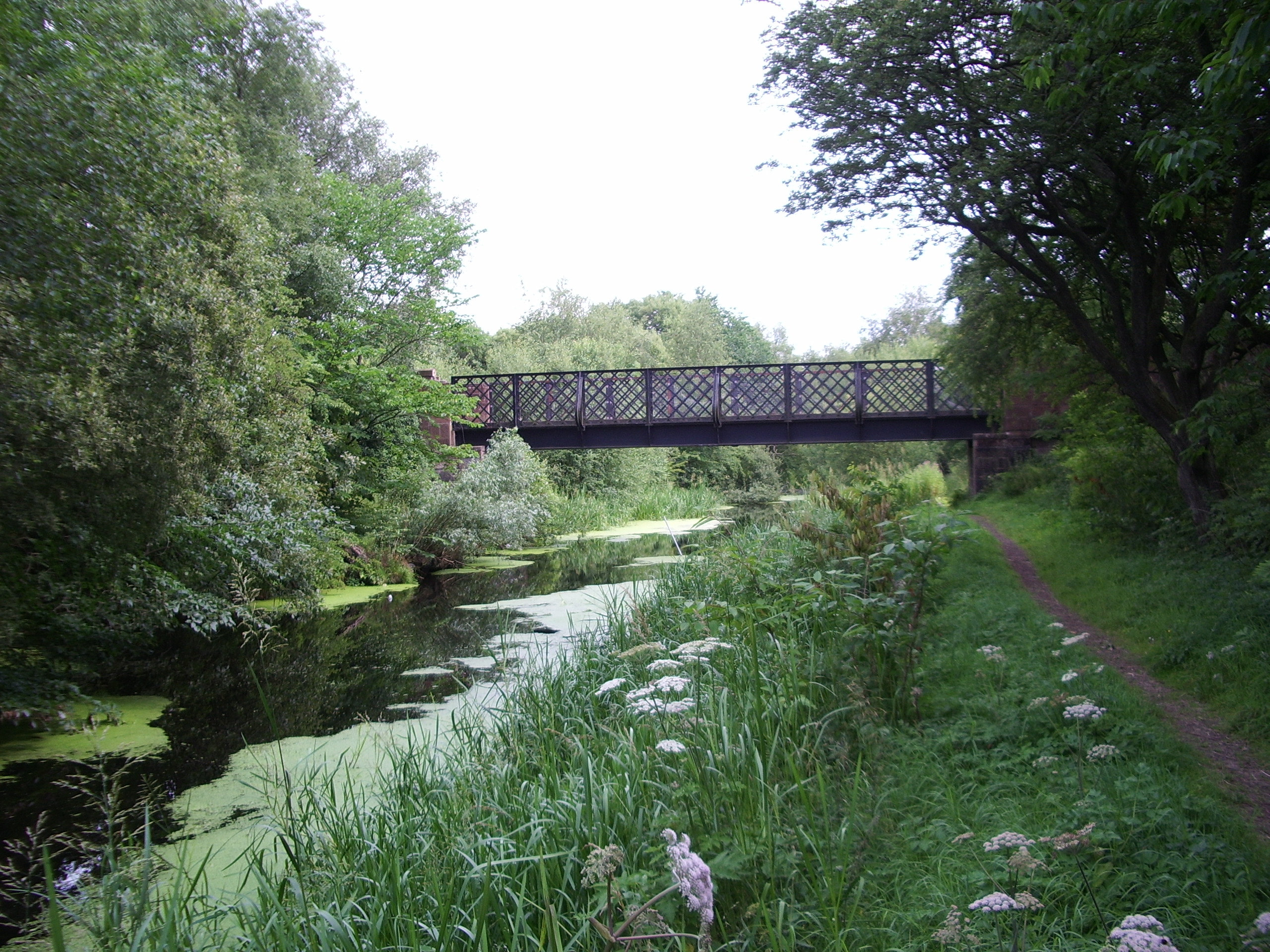
Monkland Canal bei Coatbridge

Der Monkland Canal ist eine ehemalige Wasserstraße in Schottland. Der 19 Kilometer lange Kanal verband Sheepford bei Airdrie mit dem Forth and Clyde Canal bei Port Dundas nördlich von Glasgow. Der Name des Kanals stammt von den früheren Parishs Old Monkland und New Monkland, die heute Teil der Council Area North Lanarkshire sind.
Der Bau des Kanals begann 1770 unter Aufsicht von James Watt und dauerte bis 1792. Eine Schleusung wurde mit der damals neuartigen Technik des Rollberges ausgeführt, dem Schrägaufzug von Blackhill. Der Monkland Canal entwickelte sich im 19. Jahrhundert zu einem wichtigen Transportweg für Kohle nach Glasgow. Im 20. Jahrhundert wurde er schließlich unrentabel und 1935 wurde der Verkehr eingestellt. In den 1970er Jahren schüttete man den Westteil des Kanals zu und errichtete darüber einen Teil des Motorway M8. Bei der Stadt Coatbridge sind noch einige wassergefüllte Kanalabschnitte erhalten.